# Hetschkia gracilis
Hetschkia gracilis là một loài nhện trong họ Theridiidae. Chúng thuộc chi đơn loài Hetschkia và được Eugen von Keyserling miêu tả năm 1886.